# Världsmästerskapen i skidflygning 1988
Världsmästerskapen i skidflygning 1988 hoppades i Heini Klopfer-backen i Oberstdorf, Bayern, Västtyskland för tredje gången. Oberstdorf anordnade också mästerskapen 1973 och 1981.

## Individuellt
- 13 mars 1988

| Medalj | Hoppare                      | Poäng |
| Guld   | Ole Gunnar Fidjestøl (Norge) | 364.0 |
| Silver | Primož Ulaga (Jugoslavien)   | 361.0 |
| Brons  | Matti Nykänen (Finland)      | 355.5 |

## Medaljligan
| Rank | Nation      | Guld | Silver | Brons | Totalt |
| ---- | ----------- | ---- | ------ | ----- | ------ |
| 1    | Norge       | 1    | 0      | 0     | 1      |
| 2    | Jugoslavien | 0    | 1      | 0     | 1      |
| 3    | Finland     | 0    | 0      | 1     | 1      |